# Oriade
Oriade é uma cidade e área de governo local da Nigéria, no nordeste do estado de Osun.
É predominantemente ocupado pelo povo Ijesa. Sua capital é Ijebu-jesa. A área abrange várias cidades e vilas, incluindo partes de Ilesha, Ijebu-jesa, Ipetu-Ijesa, Erinmo, Erin-Ijesa, Iloko, Ijeda, Iwaraja, Erin-Oke, Ikeji-Arakeji, Ikeji-Ile, Iwoye, Owena, Dagbaja, Omo-Ijesa, Ilo-Ayegunle, Ere, Eti-Oni, Apoti, Ijinmo, etc.
A população da área foi estimada em 80.249 pessoas, mas acredita-se ser uma subestimação bruta e que a população poderia ser bem mais de 110.000 pessoas.
A área tem produzido muitas pessoas eminentes e proeminentes famílias. Estes incluem as famílias Olasore, a Awobenu e a Fabelurin entre outras.
7° 35′ N, 4° 52′ L